# El aviso
El aviso es una película española de 2018 de aventura, suspense y terror dirigida por Daniel Calparsoro y está protagonizada por Raúl Arévalo, Hugo Arbués, Belén Cuesta, Aura Garrido y Aitor Luna. Está basada en la novela homónima, de Paul Pen.

## Argumento
La historia gira en torno a Jon (Raúl Arévalo), un joven obsesionado con los números que intenta resolver un complejo acertijo matemático. La solución del acertijo podría explicar una serie de misteriosas muertes ocurridas en un mismo lugar y que, al parecer, guardan varios patrones en común. De dar con el resultado, destaparía una trama enfermiza de asesinatos y ayudaría a Nico, un joven de diez años que ha recibido una carta con amenazas de muerte pero nadie parece creerle.

## Reparto
| Intérprete             | Personaje              |
| ---------------------- | ---------------------- |
| Raúl Arévalo           | Jon Zárate             |
| Hugo Arbués            | Nico                   |
| Belén Cuesta           | Andrea                 |
| Aitor Luna             | Pablo Abdala           |
| Aura Garrido           | Lucía Gil              |
| Antonio Dechent        | Héctor Morán           |
| Sergio Mur             | David                  |
| Patricia Vico          | Amparo                 |
| Antonio Durán "Morris" | Dr. Alberto Vizcay     |
| Luis Callejo           | Lisandro Arbizu        |
| Julieta Serrano        | Asunción de Lacallepo  |
| Máximo Pastor          | Jorge                  |
| Paula Monterrubio      | Sara                   |
| Eva Llorach            | Madre de Sara          |
| Álvaro Villaespesa     | Luis                   |
| Mateo Jalón            | Diego                  |
| Víctor Castillo        | Javi                   |
| Álex Nova              | Dependiente            |
| Jorge Usón             | Cirujano Jefe          |
| Manuela López          | Madre David            |
| Javier Lorenzo         | Chico Rubio            |
| David Cáceres          | Niño Tienda 2008       |
| Hugo Gutiérrez         | Martín                 |
| Alfredo Villa          | Padre de Martín        |
| Javier Perdiguero      | Encargado Supermercado |
| David Moreno           | Médico Samur           |
| Juan López-Tagle       | Enfermero Residencia   |
| Christian Sánchez      | Médico Inyección       |
| Pedro Nistal           | Hombre Maltratador     |
| Hania Guzmán           | Mujer Maltratada       |
| Jon Bermúdez           | Etarra 1976            |
| Manuel Trijueque       | Niño 1976              |
| Álex Alcaide           | Director Banco 1913    |
| Daniel García          | Niño 1955              |
| Gloria García Barquero | Mujer 1955             |
| Blas Caballero         | Asesino 1955           |
| Joaquín Oliván         | Ezequiel 1913          |
| Ana María López        | Mujer 1913             |
| Christopher Peinado    | Cajero 1913            |
| Emma Gómes             | Niña 1913              |
| Jason Matilla          | Celador Quirófano      |
| Saida Santana          | Doctora Quirófano      |
| Mila Natividad         | Enfermera Qirófano     |
| Alicia Sánchez         | Madre Martín           |
| Toni Cayuela           | Agente 24              |
| Ignacio Herráez        | Atracador              |
| Gabriella Watkinson    | Bebé Recién Nacido 1   |
| Arturo Salas           | Bebé Recién Nacido 2   |
| Matin1387414           | Muhammad               |
| David R. Moreno        | Médico Samur           |